# CTBP1
 С-конец связывающий белок 1, известный также как  CtBP1  — белок, кодируемый у человека геном  CTBP1.

## Функция
Белок CtBP1 первоначально был идентифицирован как человеческий белок, который связан с PLDLS мотивом на С-конце белков аденовируса E1A.Этот и родственный ему белок CTBP2 являются транскрипционными корепрессорами. Это регуляторные белки, которые связываются с сайт-специфичными ДНК-связывающими белками и помогают выключить ген. Они осуществляют это путём рекрутирования гистон-модифицирующих ферментов, которые деактивируют гистоны и убирают метки активации. Белки CtBP могут также самоассоциироваться и, предположительно, собирать генные комплексы.
CtBP1 широко экспрессируется на всех стадиях развития: от эмбриона до взрослого организма, а CtBP2 экспрессируется в более узком диапазоне возрастов. Эти белки имеют множество биологических функций, и, по-видимому, важны для регуляции эпителиального-мезенхимного перехода, а также влияния на метаболизм. Влияние на метаболизм они оказывают, связывая NADH, но плохо связывая NAD+. Таким образом эти белки чувствительны к соотношению NAD+/NADH. Связавшись с NADH, они подвергаются конформационным изменениям, что позволяет им образовывать димер и взаимодействовать беками-партнёрами, осуществляя сайленсинг специфических генов.
В процессе развития  скелета и Т-лимфоцитов, CtBP1 и CtBP2 ассоциируются с PLDLSL-доменом δEF1 - гомеодоменным цинковым пальцем, и тем самым повышать δEF1-зависимый сайленсинг транскрипции. CtBP также связывает Крюппель-подобные факторы семейства белков цинкового пальца KLF3, KLF8 и KLF12. Кроме того,  CtBP и CTIP образуют комплекс весом 125 кДа, который распознает совершенно разные белковые мотивы  CtBP. CTIP связывается с BRCT-повтором гена рака молочной железы  BRCA1, что позволяет CtBP влиять на активность BRCA1. Оба белка также могут взаимодействовать с комплексом белков группы polycomb, который участвует в регуляции экспрессии генов в процессе развития. Ген подвергается альтернативному сплайсингу и существует в виде нескольких транскриптов.

## Взаимодействия
CTBP1, как было выявлено, взаимодействует с:
- ACTL6B,[5]
- ARF,[6]
- EVI1[7][8]
- FOXP2,[9]
- HDAC1,[10][11][12]
- IKZF1,[13]
- IKZF4,[14]
- KLF3,[2]
- KLF8,[15]
- Mdm2,[16]
- MLL,[17]
- NRIP1,[18][19]
- Pinin,[20]
- RBBP8,[1][21] и
- TGIF.[11]